# Baliwag
Baliwag is een gemeente in de Filipijnse provincie Bulacan op het eiland Luzon. Bij de laatste census in 2007 had de gemeente bijna 137 duizend inwoners.

## Geografie

### Bestuurlijke indeling
Baliwag is onderverdeeld in de volgende 27 barangays:
| - Bagong Nayon - Barangca - Calantipay - Catulinan - Concepcion - Makinabang - Matangtubig - Pagala - Paitan - Piel - Pinagbarilan - Poblacion - Sabang - San Jose | - San Jose Hinukay - San Roque - Santa Barbara - Santo Cristo - Santo Niño - Subic - Sulivan - Tangos - Tarcan - Tiaong - Tibag - Tilapayong - Virgen delas Flores |

## Demografie
Baliwag had bij de census van 2007 een inwoneraantal van 136.982 mensen. Dit zijn 17.307 mensen (14,5%) meer dan bij de vorige census van 2000. De gemiddelde jaarlijkse groei komt daarmee uit op 1,88%, hetgeen lager is dan het landelijk jaarlijks gemiddelde over deze periode (2,04%). Vergeleken met de census van 1995 is het aantal mensen met 33.928 (32,9%) toegenomen.

De bevolkingsdichtheid van Baliwag was ten tijde van de laatste census, met 136.982 inwoners op 45,05 km², 2287,5 mensen per km².

## Geboren
- Mariano Ponce (1873-1918), journalist en politicus